# Ondřej Cink
Ondřej Cink (ur. 7 grudnia 1990 w Rokycanach) – czeski kolarz górski oraz szosowy, były zawodnik należącej do dywizji UCI WorldTeams drużyny Bahrain-Merida. Trzykrotny medalista mistrzostw świata i mistrzostw Europy.

## Kariera
Pierwszy sukces w karierze Ondřej Cink osiągnął w 2010 roku, kiedy wspólnie z kolegami z reprezentacji zdobył brązowy medal w sztafecie cross-country podczas mistrzostw Europy w Hajfie. W tej samej konkurencji sztafeta czeska w składzie: Jaroslav Kulhavý, Ondřej Cink, Tomáš Paprstka i Kateřina Nash zdobyła brązowy medal podczas mistrzostw świata w Mont-Sainte-Anne. Podczas rozgrywanych w 2012 roku mistrzostw świata w Leogang Cink zwyciężył w indywidualnej rywalizacji młodzieżowców. W tym samym roku został również mistrzem Europy w tej kategorii wiekowej. W sierpniu 2012 roku wystąpił na igrzyskach olimpijskich w Londynie, gdzie zajął czternastą pozycję. Kolejny brązowy medal zdobył na mistrzostwach Europy w Bernie, gdzie Czesi zajęli trzecie miejsce w sztafecie. Największy sukces w kategorii seniorów osiągnął w 2015 roku, kiedy podczas mistrzostw świata w Vallnord zdobył brązowy medal w cross-country. W zawodach tych wyprzedzili go tylko Nino Schurter ze Szwajcarii oraz Francuz Julien Absalon.